# Petalosporus afilamentosus
Petalosporus afilamentosus är en svampart som beskrevs av G.F. Orr & Kuehn 1972. Petalosporus afilamentosus ingår i släktet Petalosporus och familjen Gymnoascaceae.   Inga underarter finns listade i Catalogue of Life.